# Langeac
Langeac là một xã thuộc tỉnh Haute-Loire trong vùng Auvergne-Rhône-Alpes ở nam trung bộ nước Pháp. Khu vực này có độ cao từ 488-951 mét trên mực nước biển. Theo điều tra dân số năm 2006 của INSEE có dân số 3943 người.
Thị trấn có cự ly khoảng 30 km về phía tây Le Puy-en-Velay, và khoảng 100 km về phía tây nam Lyon.

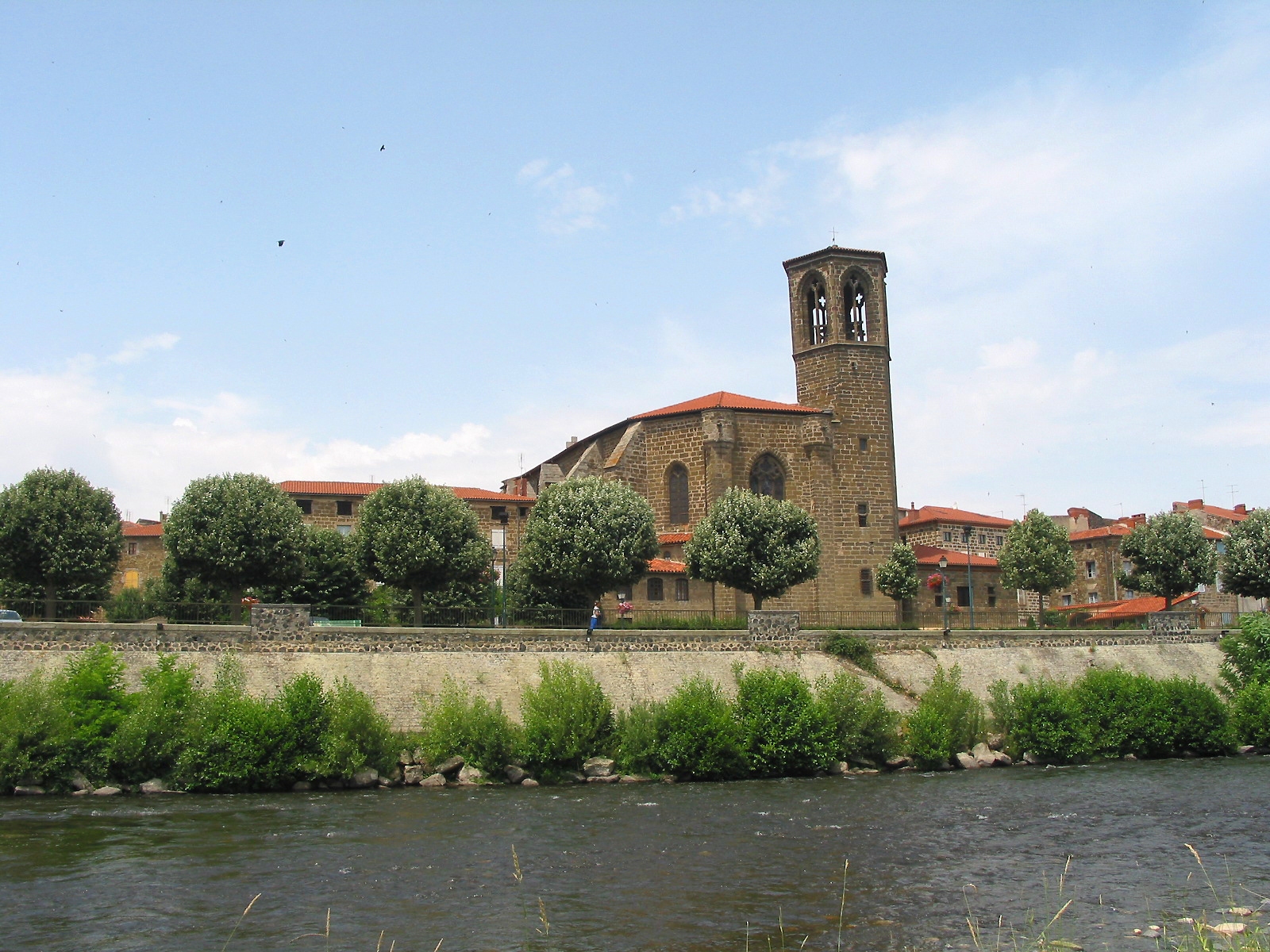
Sông Allier và giáo đường Saint Gal Collegiate.

- Communes of the Haute-Loire department